# Давид Бисконти
Давид Бисконти е аржентински футболист.

## Национален отбор
Записал е и 5 мача за националния отбор на Аржентина.
| Аржентина | Аржентина | Аржентина |
| Година    | Мачове    | Голове    |
| --------- | --------- | --------- |
| 1991      | 5         | 1         |
| Общо      | 5         | 1         |